# ベルティヨン

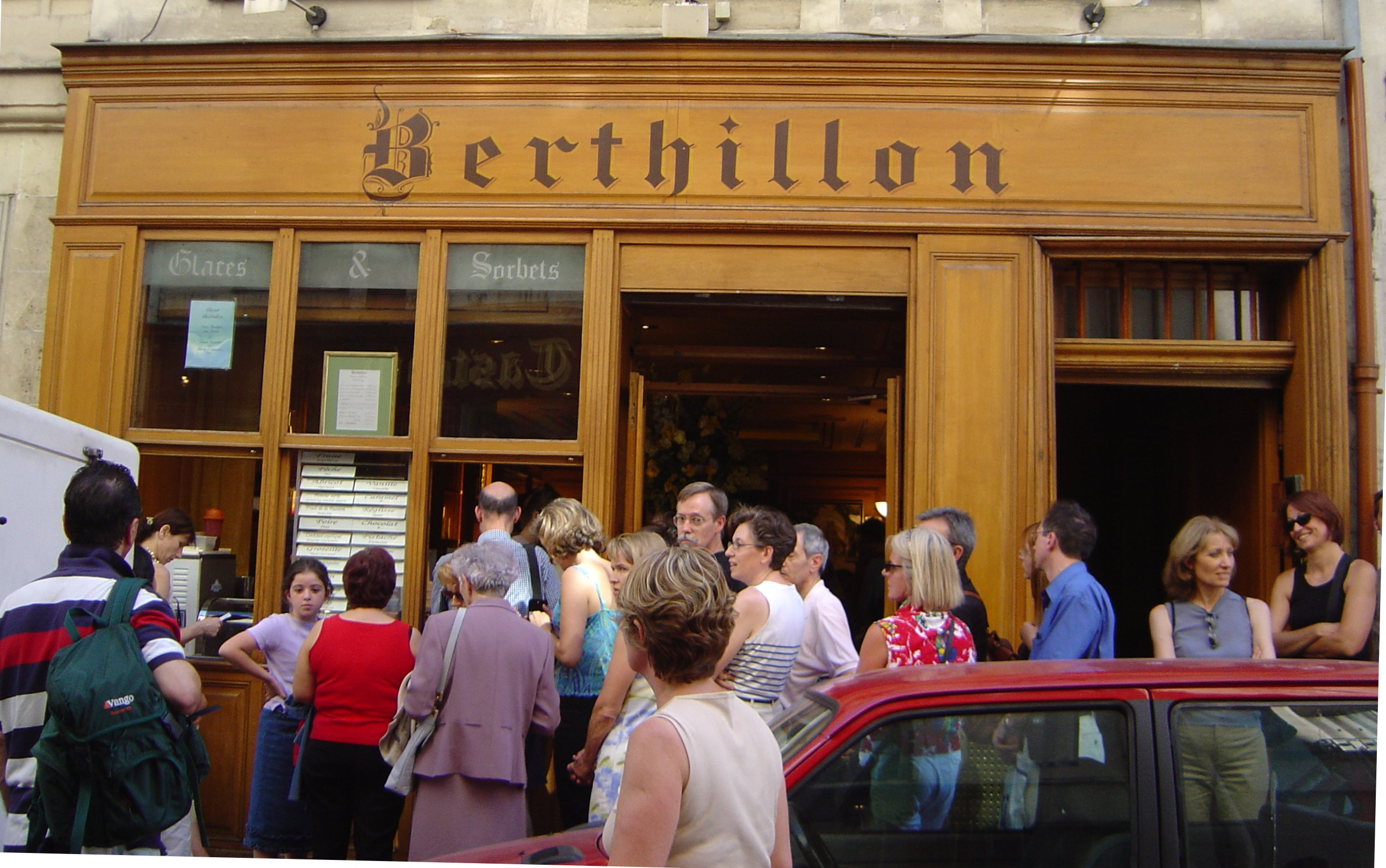
サン＝ルイ島にあるベルティヨンと、その店頭にできる行列。2003年撮影。

ベルティヨン（またはベルティオン 仏: Berthillon）は、フランス・パリ4区・サン＝ルイ島内に本店を置くアイスクリームを中心にした飲食店である。

## 概要
1954年創業。サン＝ルイ島内中央を東西に貫くサン＝ルイ＝アン＝リル通り29番地から31番地に店舗を構える（座標：北緯48度51分6.1秒 東経2度21分24.1秒 / 北緯48.851694度 東経2.356694度）。このサン＝ルイ＝アン＝リル通りには他にもアイスクリームを売る店舗が並んでいるが、日本の旅行ガイドブックではこの店だけを紹介していることが多い。隣りのシテ島にあるノートルダム寺院からサン＝ルイ橋を経て徒歩約5分である。また、最寄駅はセーヌ川の対岸にあるパリメトロ7号線ポン・マリー駅で、そこからマリー橋を経て徒歩約4分である。なお、店名のベルティヨンは創業者の名前であり、現在はその子孫であるショーヴァン家が経営している。

## 特徴
店舗は通りに面した売店と、併設喫茶店により構成されている。アイスクリームとシャーベットのレシピが70種以上あるとされる。それらは牛乳、砂糖、クリーム、卵、ココア、バニラ、果物等の自然の材料のみで作られ、防腐剤や人工甘味料、食品添加物を用いないのが特徴とされる。一方、併設喫茶店ではイチゴのメルバが名物とされる（メルバは一般的には桃を使ったピーチ・メルバを指すことが多い）。
なお、パリの多くの家族経営店がそうであるように、このベルティヨンも、夏季の一時期休業となる（8月の最後の2週間であることが多い。日本の旅行ガイドブックでは7月下旬～8月としているものもある）。